# عبد الرحمن الغامدي (لاعب كرة قدم مواليد 2001)
عبد الرحمن سعيد الغامدي مواليد 23 يناير 2001 في السعودية، هو لاعب كرة قدم سعودي يلعب لنادي القلعة.

## مسيرة اللاعب
لعب في الفئات السنية في نادي التعاون و لعب بعدها مع نادي الثقبة ونادي القلعة.